# Bitwy Westeros
Bitwy Westeros (ang. Battles of Westeros) – strategiczno-taktyczna gra planszowa wydana przez Fantasy Flight Games w 2010. Gra jest osadzona w świecie przedstawionym w serii powieści fantasy George’a R.R. Martina pod tytułem Pieśń lodu i ognia. Polskie tłumaczenie zostało przygotowane przez wydawnictwo Galakta.

## Mechanika gry
Gra toczy się na planszy heksagonalnej przedstawiającej pole walki. Gracze wcielają się w przywódców wojsk Lannisterów i Starków, którzy toczą między sobą bitwy oparte na wydarzeniach z książek lub własnych scenariuszach. Każdy z rodów dysponuje swoją armią dzielącą się na dowódców i żołnierzy. Poszczególne armie posiadają w swoim składzie łuczników, jazdę oraz piechotę, dodatkowo Starkowie dysponują psiarzami natomiast Lannisterowie ciężka piechotą. Gracze na przemian przydzielają rozkazy swoim jednostkom, aż do ostatniej rundy, w której sprawdzane są warunki zwycięstwa. Zakończenie rozgrywki może również nastąpić wcześniej poprzez osiągnięcia zwycięstwa natychmiastowego (bez konieczności rozgrywania wszystkich rund).

## Dodatki
W języku polskim wydanych zostało pięć dodatków do gry:

### Strażnicy Zachodu
Pierwsze rozszerzenie wydane w 2010 wprowadza do gry nowe jednostki armii Lannisterów w tym m.in. trzech nowych dowódców Tyriona Lannister, Sandora Clegane’a oraz Davena Lannistera.
W skład pudełka wchodzą:
- zasady oraz plany bitew;
- 32 karty;
- 7 nakładek na planszę;
- 32 plastikowe figurki;
- 18 żetonów;
- 8 drzewców pod sztandary.

### Strażnicy Północy
Drugie rozszerzenie wydane w 2010 wprowadza do gry nowe jednostki armii Starków, w tym m.in. trzech nowych dowódców: Smalljona Umbera, Galbarta Glovera oraz Rodrika Cassela.
W skład pudełka wchodzą:
- zasady oraz plany bitew;
- 32 karty;
- 7 nakładek na planszę;
- 32 plastikowe figurki;
- 18 żetonów;
- 8 drzewców pod sztandary.

### Władcy Rzeki
Trzecie rozszerzenie wydane w 2011 wprowadza do gry nowe jednostki armii Tullych, w tym m.in. trzech nowych dowódców: Edmure'a Tully'ego, Bryndena Tully'ego oraz Marqa Pipera. Dodatkowe jednostki mogą wspierać w grze dowolny z podstawowych rodów. Oprócz tego rozszerzenie wprowadza nowe zasady do mechaniki gry.
W skład pudełka wchodzą:
- zasady oraz plany bitew (3 nowe scenariusze);
- 30 kart;
- 12 nakładek na planszę;
- 32 plastikowe figurki;
- 16 żetonów;
- 12 drzewców pod sztandary.

### Plemiona Doliny
Czwarte rozszerzenie wydane w 2011 wprowadza do gry nowe jednostki armii Plemion Doliny (Czarne Uszy, Kamienne Wrony i Spaleni), w tym m.in. trzech nowych dowódców: Shaggę, syna Dolfa, Chellę, córkę Cheyka oraz Timetta, syna Timetta. Dodatkowe jednostki Plemion Doliny mogą wspierać w grze dowolny z podstawowych rodów. Oprócz tego rozszerzenie wprowadza nowe zasady do mechaniki gry.
W skład pudełka wchodzą:
- zasady oraz plany bitew (3 nowe scenariusze);
- 30 kart;
- 7 nakładek na planszę;
- 36 plastikowe figurki;
- 30 żetonów;
- 12 drzewców pod sztandary.

### Bractwo Bez Chorągwi
Piąte rozszerzenie wydane w 2011 wprowadza do gry nowe jednostki armii Bractwa bez Chorągwi w tym m.in. trzech nowych dowódców: lorda Berica Dondarriona, Anguya oraz Thorosa z Myr. Dodatkowe jednostki mogą wspierać w grze dowolny z podstawowych rodów. Oprócz tego rozszerzenie wprowadza nowe zasady do mechaniki gry.
W skład pudełka wchodzą:
- zasady oraz plany bitew (4 nowe scenariusze);
- 30 kart;
- 5 nakładek na planszę;
- 36 plastikowe figurki;
- 30 żetonów.

Dodatkowo pojawiło się szóste rozszerzenie do gry: House Baratheon Army Expansion, które nie zostało do tej pory wydane w języku polskim.

## Zawartość pudełka z grą
W skład pudełka wchodzą:
- 1 sześcioczęściowa plansza 86x58 cm;
- 138 plastikowych figurek;
- 110 kart;
- 8 kości;
- 32 nakładek na planszę;
- Plan Bitew Westeros;
- żetony;
- instrukcja.

## Wyróżnienia i nagrody
- Nominacja w 2010 do nagrody „Golden Geek Award” w kategorii „Najlepsza Gra 2-osobowa”[15]
- Nominacja w 2010 do nagrody „Golden Geek Award” w kategorii „Najlepsza Gra Wojenna”[15]
- Nominacja w 2011 do nagrody „International Gamers Awards” w kategorii „Gra Strategiczna Dla Dwóch Graczy”[16]
- Nagroda „JoTa Award” w 2011 w kategorii „Gra Wojenna” oraz „2-osobowa Gra Planszowa”[17]